# Tetrasíl·lab
El tetrasíl·lab és un vers de quatre síl·labes. També se'n diu quadrisíl·lab. En general és un vers d'Art menor que s'usa per donar gran rapidesa al llenguatge poètic i pot aparèixer com a vers únic o bé combinat amb altres metres, entre els quals destaca la codolada, on es combinen versos de vuit i de quatre síl·labes que rimen en apariats.
La peça més destacada escrita en tetrasíl·labs és Espill, obra del metge valencià Jaume Roig i que data d'entre 1460 i 1462. Està escrit fent servir més de 16 mil tetrasíl·labs, cosa que el fa de difícil lectura, ja que la monotonia del vers i la complexitat sintàctica que suposa fa que sigui difícil de ser llegit.
(Quatre síl·labes) TETRASÍL·LAB O QUADRISÍL·LAB
Exp.
(...)
E com pensàs
que’l temps passat
mal compassat
perdut, no’s cobra
metí en obra
l'oït novell
de bon consell.
J. Roig (Espill, Llibre IV)